# Isochromodes insticta
Isochromodes insticta är en fjärilsart som beskrevs av Paul Dognin 1913. Isochromodes insticta ingår i släktet Isochromodes och familjen mätare. Inga underarter finns listade i Catalogue of Life.